# Jake Guentzel
Jake Guentzel, född 6 oktober 1994, är en amerikansk professionell ishockeyforward som spelar för Carolina Hurricanes i NHL.
Han har tidigare spelat på NHL-nivå för Pittsburgh Penguins och Wilkes-Barre/Scranton Penguins i American Hockey League (AHL); Omaha Mavericks i National Collegiate Athletic Association (NCAA) samt Sioux City Musketeers i United States Hockey League (USHL).
Guentzel draftades av Pittsburgh Penguins i tredje rundan i 2013 års draft som 77:e spelare totalt.
Han vann Stanley Cup för säsongen 2016–2017.

## Statistik
| 2010–2011   | Hill-Murray Pioneers           |             | 25  | 15  | 28  | 43  | 10  | 3  | 4  | 2  | 6  | 4  |
|             | Team Northwest                 |             | 15  | 6   | 5   | 11  | 4   | 1  | 0  | 0  | 0  | 0  |
| 2011–2012   | Hill-Murray Pioneers           |             | 31  | 23  | 52  | 75  | 16  | 3  | 1  | 4  | 5  | 0  |
|             | Team Southeast                 |             | 21  | 14  | 27  | 41  | 8   | 3  | 0  | 3  | 3  | 0  |
| 2012–2013   | Sioux City Musketeers          | USHL        | 60  | 29  | 44  | 73  | 24  | —  | —  | —  | —  | —  |
| 2013–2014   | Omaha Mavericks                | NCAA        | 37  | 7   | 27  | 34  | 16  | —  | —  | —  | —  | —  |
| 2014–2015   | Omaha Mavericks                | NCAA        | 36  | 14  | 25  | 39  | 34  | —  | —  | —  | —  | —  |
| 2015–2016   | Omaha Mavericks                | NCAA        | 35  | 19  | 27  | 46  | 20  | —  | —  | —  | —  | —  |
|             | Wilkes-Barre/Scranton Penguins | AHL         | 11  | 2   | 4   | 6   | 0   | 10 | 5  | 9  | 14 | 0  |
| 2016–2017   | Pittsburgh Penguins            | NHL         | 40  | 16  | 17  | 33  | 10  | 25 | 13 | 8  | 21 | 10 |
|             | Wilkes-Barre/Scranton Penguins | AHL         | 33  | 21  | 21  | 40  | 12  | —  | —  | —  | —  | —  |
| 2017–2018   | Pittsburgh Penguins            | NHL         | 82  | 22  | 26  | 48  | 42  | 12 | 10 | 11 | 21 | 8  |
| 2018–2019   | Pittsburgh Penguins            | NHL         | 82  | 40  | 36  | 76  | 26  | 4  | 1  | 0  | 1  | 0  |
| 2019–2020   | Pittsburgh Penguins            | NHL         | 39  | 20  | 23  | 43  | 17  | 4  | 1  | 2  | 3  | 0  |
| 2020–2021   | Pittsburgh Penguins            | NHL         | 56  | 23  | 34  | 57  | 28  | 6  | 1  | 1  | 2  | 6  |
| 2021–2022   | Pittsburgh Penguins            | NHL         | 76  | 40  | 44  | 84  | 44  | 7  | 8  | 2  | 10 | 2  |
| 2022–2023   | Pittsburgh Penguins            | NHL         | 78  | 36  | 37  | 73  | 46  | —  | —  | —  | —  | —  |
| NHL totalt  | NHL totalt                     | NHL totalt  | 453 | 197 | 217 | 414 | 210 | 58 | 34 | 24 | 58 | 26 |
| AHL totalt  | AHL totalt                     | AHL totalt  | 44  | 23  | 25  | 48  | 12  | 10 | 5  | 9  | 14 | 0  |
| NCAA totalt | NCAA totalt                    | NCAA totalt | 108 | 40  | 79  | 119 | 70  | —  | —  | —  | —  | —  |